# Margarita Nikoláyeva
Margarita Nikoláyeva (Ivánovo, Rusia, 23 de septiembre de 1935-Odesa, Ucrania, 21 de diciembre de 1993) es una gimnasta artística soviética, especialista en la prueba de salto de potro, con la que se proclamó campeona olímpica en 1960.

## Carrera deportiva
En los JJ. OO. celebrados en Roma en 1960 ganó el oro en el concurso por equipos —quedando situadas los soviéticas en el podio por delante de las checoslovacas y rumanas— y también el oro en salto de potro, quedando por delante de sus compañeras Sofia Muratova y Larisa Latynina.